# Fizica moleculară
Fizica moleculară este o ramură a fizicii care studiază proprietățile fizice ale moleculelor, a legăturilor chimice dintre atomi, precum și al dinamicii moleculare. Cele mai importante tehnici experimentale sunt diversele tipuri de spectroscopie; se utilizează, de asemenea, dispersia. Domeniul este strâns legat de fizica atomică și se suprapune în mare măsură cu chimia teoretică, chimia fizică și fizica chimică.
În plus față de stările de excitație electronică care sunt cunoscute de la atomi, moleculele prezintă moduri de rotație și vibrație ale căror niveluri de energie sunt cuantificate. Cele mai mici diferențe de energie există între diferitele stări de rotație: spectrele de rotație pure se află în regiunea îndepărtată a infraroșului (aproximativ 30 - 150 μm lungime de undă) a spectrului electromagnetic. Spectrele vibraționale se află în infraroșul apropiat (aproximativ 1 - 5 μm), iar spectrele rezultate din tranzițiile electronice se află în cea mai mare parte în regiunile vizibilă și ultravioletă. Din măsurarea spectrelor de rotație și vibraționale se pot calcula în mod specific proprietăți ale moleculelor precum distanța dintre nuclee.
Un aspect important al fizicii moleculare este faptul că teoria orbitalului atomic, esențială în domeniul fizicii atomice, se extinde la teoria orbitalului molecular.